# Holsten (Volksstamm)
Die Holsten waren ein germanischer Volksstamm.

## Siedlungsgebiet
Die Holsten waren ein in Nordalbingien ansässiger sächsischer Teilstamm. Ihr Siedlungsgebiet – der Holstengau –, dessen Umfang im Laufe der Jahrhunderte Änderungen unterworfen war, bestand annähernd aus der Region, deren Eckpunkte die heutigen Städte Rendsburg, Kiel, Bad Bramstedt und Wilster bilden.

## Namensherkunft
Der Name Holsten ist von der älteren Form Holsaten abgeleitet, was wiederum als Variante von Holtsassen (wörtlich Holzbewohner) interpretiert wird. Dieser Begriff bezeichnet Menschen, die bei oder in Wäldern lebten und verweist auf die ausgedehnten Waldgebiete, die bis ins Mittelalter große Teile Holsteins prägten.

## Geschichte
Der Ursprung der Holsten liegt ebenso im Dunkel wie der Großteil ihrer Geschichte. Ihre wohl erste namentliche Erwähnung findet sich erst 1076 bei Adam von Bremen in der  Geschichte des Erzbistums Hamburg: Es gibt drei nordelbische Sachsenstämme: (...) Zweitens die Holsten: Sie heißen nach den Holzungen, in deren Nähe sie sitzen; durch ihren Gau fließt die Stör; ihre Kirche ist Schenefeld.
Welche Rolle die Holsten während der Unterwerfung Nordalbingiens durch Karl den Großen und anschließend bei der Eingliederung des nordelbischen Territoriums ins Frankenreich spielten, ist mangels Überlieferung nicht erkennbar. Es gibt jedoch keine Anzeichen für Widerstand gegen die nach 809 dauerhaft etablierte fränkische Herrschaft und die mit ihr einhergehende Christianisierung. In späteren Konflikten – etwa bei der Schlacht bei Schmilau im Jahre 1093 – werden die Holsten bereits ganz selbstverständlich auf sächsisch-deutscher Seite genannt.
Nach dem 12. Jahrhundert verloren die Holsten ihre Stammesidentität, bis sie für die Zeitgenossen nicht mehr als eigenständige Gruppe wahrnehmbar waren und ihr Name ganz allgemein auf sämtliche Bewohner des einstigen Stammesgebiets sowie der angrenzenden Gebiete und als Holstein auf die Region selbst überging.
Kultur und Gesellschaft der Holsten scheinen keine ausgeprägten Eigenheiten aufgewiesen zu haben, die sie von anderen Sachsen Nordalbingiens abhoben. Daher ist es kaum möglich, ihre Präsenz archäologisch klar festzustellen oder ihnen Artefakte eindeutig zuzuordnen.